# 6 Horas de Nürburgring 2017
Las 6 Horas de Nürburgring 2017 fue un evento de carreras deportivas de resistencia celebrado en Nürburgring, Nürburg, Alemania los días 14 a 16 de julio de 2017. La ronda de Nürburgring fue la cuarta carrera de la Temporada 2017 del Campeonato Mundial de Resistencia.

## Carrera
Resultados por clase
| Pos. general | Pos. clase | Clase     | N.° | Escudería                 | Pilotos                                              | Automóvil               | Vueltas | Tiempo/Retirado | Campeonato | Campeonato |
| Pos. general | Pos. clase | Clase     | N.° | Escudería                 | Pilotos                                              | Automóvil               | Vueltas | Tiempo/Retirado | Pos.       | Puntos     |
| LMP          | LMP        | LMP       | LMP | LMP                       | LMP                                                  | LMP                     | LMP     | LMP             | LMP        | LMP        |
| ------------ | ---------- | --------- | --- | ------------------------- | ---------------------------------------------------- | ----------------------- | ------- | --------------- | ---------- | ---------- |
| 1            | 1          | LMP1      | 2   | Porsche LMP Team          | Timo Bernhard Earl Bamber Brendon Hartley            | Porsche 919 Hybrid      | 204     | 6:00:09.607     | 1          | 25         |
| 2            | 2          | LMP1      | 1   | Porsche LMP Team          | Neel Jani André Lotterer Nick Tandy                  | Porsche 919 Hybrid      | 204     | +1.606          | 2          | 18         |
| 3            | 3          | LMP1      | 7   | Toyota Gazoo Racing       | Mike Conway Kamui Kobayashi José María López         | Toyota TS050 Hybrid     | 204     | +1:04.768       | 3          | 15         |
| 4            | 4          | LMP1      | 8   | Toyota Gazoo Racing       | Sébastien Buemi Anthony Davidson Kazuki Nakajima     | Toyota TS050 Hybrid     | 199     | +5 vueltas      | 4          | 12         |
| 5            | 1          | LMP2      | 38  | Jackie Chan DC Racing     | Ho-Pin Tung Oliver Jarvis Thomas Laurent             | Oreca 07-Gibson         | 191     | +13 vueltas     | 5          | 10         |
| 6            | 2          | LMP2      | 31  | Vaillante Rebellion       | Julien Canal Bruno Senna Filipe Albuquerque          | Oreca 07-Gibson         | 190     | +14 vueltas     | 6          | 8          |
| 7            | 3          | LMP2      | 36  | Signatech Alpine Matmut   | Nicolas Lapierre Gustavo Menezes Matt Rao            | Alpine A470-Gibson      | 190     | +14 vueltas     | 7          | 6          |
| 8            | 4          | LMP2      | 13  | Vaillante Rebellion       | Mathias Beche David Heinemeier Hansson Pipo Derani   | Oreca 07-Gibson         | 190     | +14 vueltas     | 8          | 4          |
| 9            | 5          | LMP2      | 37  | Jackie Chan DC Racing     | David Cheng Alex Brundle Tristan Gommendy            | Oreca 07-Gibson         | 189     | +15 vueltas     | 9          | 2          |
| 10           | 6          | LMP2      | 26  | G-Drive Racing            | Roman Rusinov Pierre Thiriet Ben Hanley              | Oreca 07-Gibson         | 188     | +16 vueltas     | 10         | 1          |
| 11           | 7          | LMP2      | 25  | CEFC Manor TRSM Racing    | Roberto González Simon Trummer Vitaly Petrov         | Oreca 07-Gibson         | 188     | +16 vueltas     | 11         | 0.5        |
| 12           | 8          | LMP2      | 28  | TDS Racing                | François Perrodo Matthieu Vaxiviere Emmanuel Collard | Oreca 07-Gibson         | 188     | +16 vueltas     | 12         | 0.5        |
| 13           | 9          | LMP2      | 24  | CEFC Manor TRSM Racing    | Tor Graves Jonathan Hirschi Roberto Merhi            | Oreca 07-Gibson         | 183     | +19 vueltas     | 13         | 0.5        |
| 14           | 5          | LMP1      | 4   | ByKolles Racing Team      | Oliver Webb Dominik Kraihamer Marco Bonanomi         | Enso CLM P1/01-Nismo    | 182     | +20 vueltas     | 14         | 0.5        |
| Ret          | Ret        | LMP2      | 35  | Signatech Alpine Matmut   | Pierre Ragues André Negrão Nelson Panciatici         | Alpine A470-Gibson      | 61      | Retirado        | Ret        | Ret        |
| LMP2         |            |           |     |                           |                                                      |                         |         |                 |            |            |
| 5            | 1          | LMP2      | 38  | Jackie Chan DC Racing     | Ho-Pin Tung Oliver Jarvis Thomas Laurent             | Oreca 07-Gibson         | 191     | 6:01:07.341     | 1          | 25         |
| 6            | 2          | LMP2      | 31  | Vaillante Rebellion       | Julien Canal Bruno Senna Filipe Albuquerque          | Oreca 07-Gibson         | 190     | +1 vuelta       | 2          | 18         |
| 7            | 3          | LMP2      | 36  | Signatech Alpine Matmut   | Nicolas Lapierre Gustavo Menezes Matt Rao            | Alpine A470-Gibson      | 190     | +1 vuelta       | 3          | 15         |
| 8            | 4          | LMP2      | 13  | Vaillante Rebellion       | Mathias Beche David Heinemeier Hansson Pipo Derani   | Oreca 07-Gibson         | 190     | +1 vuelta       | 4          | 12         |
| 9            | 5          | LMP2      | 37  | Jackie Chan DC Racing     | David Cheng Alex Brundle Tristan Gommendy            | Oreca 07-Gibson         | 189     | +2 vueltas      | 5          | 10         |
| 10           | 6          | LMP2      | 26  | G-Drive Racing            | Roman Rusinov Pierre Thiriet Ben Hanley              | Oreca 07-Gibson         | 188     | +3 vueltas      | 6          | 8          |
| 11           | 7          | LMP2      | 25  | CEFC Manor TRSM Racing    | Roberto González Simon Trummer Vitaly Petrov         | Oreca 07-Gibson         | 188     | +3 vueltas      | 7          | 6          |
| 12           | 8          | LMP2      | 28  | TDS Racing                | François Perrodo Matthieu Vaxiviere Emmanuel Collard | Oreca 07-Gibson         | 188     | +3 vueltas      | 8          | 4          |
| 13           | 9          | LMP2      | 24  | CEFC Manor TRSM Racing    | Tor Graves Jonathan Hirschi Roberto Merhi            | Oreca 07-Gibson         | 183     | +8 vueltas      | 9          | 2          |
| Ret          | Ret        | LMP2      | 34  | Tockwith Motorsports      | Nigel Moore Philip Hanson                            | Ligier JS P217-Gibson   | 112     | Retirado        | —          | —          |
| Ret          | Ret        | LMP2      | 35  | Signatech Alpine Matmut   | Pierre Ragues André Negrão Nelson Panciatici         | Alpine A470-Gibson      | 61      | Retirado        | Ret        | Ret        |
| LMGTE        |            |           |     |                           |                                                      |                         |         |                 |            |            |
| Pos. general | Pos. clase | Clase     | N.° | Escudería                 | Pilotos                                              | Automóvil               | Vueltas | Tiempo/Retirado | Campeonato | Campeonato |
| Pos. general | Pos. clase | Clase     | N.° | Escudería                 | Pilotos                                              | Automóvil               | Vueltas | Tiempo/Retirado | Pos.       | Puntos     |
| 15           | 1          | LMGTE Pro | 51  | AF Corse                  | James Calado Alessandro Pier Guidi                   | Ferrari 488 GTE         | 179     | 6:00:41.634     | 1          | 25         |
| 16           | 2          | LMGTE Pro | 91  | Porsche GT Team           | Richard Lietz Frédéric Makowiecki                    | Porsche 911 RSR         | 179     | +50.076         | 2          | 18         |
| 17           | 3          | LMGTE Pro | 92  | Porsche GT Team           | Michael Christensen Kévin Estre                      | Porsche 911 RSR         | 179     | +58.836         | 3          | 15         |
| 18           | 4          | LMGTE Pro | 95  | Aston Martin Racing       | Nicki Thiim Marco Sørensen                           | Aston Martin Vantage    | 178     | +1 vuelta       | 4          | 12         |
| 19           | 5          | LMGTE Pro | 67  | Ford Chip Ganassi Team UK | Andy Priaulx Harry Tincknell                         | Ford GT                 | 178     | +1 vuelta       | 5          | 10         |
| 20           | 6          | LMGTE Pro | 66  | Ford Chip Ganassi Team UK | Stefan Mücke Olivier Pla                             | Ford GT                 | 178     | +1 vuelta       | 6          | 8          |
| 21           | 7          | LMGTE Pro | 97  | Aston Martin Racing       | Darren Turner Jonathan Adam Daniel Serra             | Aston Martin Vantage    | 177     | +2 vueltas      | 7          | 6          |
| 22           | 1          | LMGTE Am  | 77  | Dempsey-Proton Racing     | Christian Ried Matteo Cairoli Marvin Dienst          | Porsche 911 RSR (991)   | 175     | +4 vueltas      | 8          | 4          |
| 23           | 2          | LMGTE Am  | 54  | Spirit of Race            | Thomas Flöhr Francesco Castellacci Miguel Molina     | Ferrari 488 GTE         | 175     | +4 vueltas      | 9          | 2          |
| 24           | 3          | LMGTE Am  | 98  | Aston Martin Racing       | Paul Dalla Lana Pedro Lamy Mathias Lauda             | Aston Martin V8 Vantage | 174     | +5 vueltas      | 10         | 1          |
| 25           | 8          | LMGTE Pro | 71  | AF Corse                  | Davide Rigon Toni Vilander                           | Ferrari 488 GTE         | 174     | +5 vueltas      | 11         | 0.5        |
| 26           | 4          | LMGTE Am  | 61  | Clearwater Racing         | Weng Sun Mok Keita Sawa Matt Griffin                 | Ferrari 488 GTE         | 173     | +6 vueltas      | 12         | 0.5        |
| 27           | 5          | LMGTE Am  | 86  | Gulf Racing UK            | Michael Wainwright Ben Barker Nick Foster            | Porsche 911 RSR (991)   | 173     | +6 vueltas      | 13         | 0.5        |
| LMGTE Am     |            |           |     |                           |                                                      |                         |         |                 |            |            |
| 22           | 1          | LMGTE Am  | 77  | Dempsey-Proton Racing     | Christian Ried Matteo Cairoli Marvin Dienst          | Porsche 911 RSR (991)   | 175     | 6:02:02.946     | 1          | 25         |
| 23           | 2          | LMGTE Am  | 54  | Spirit of Race            | Thomas Flöhr Francesco Castellacci Miguel Molina     | Ferrari 488 GTE         | 175     | +4.607          | 2          | 18         |
| 24           | 3          | LMGTE Am  | 98  | Aston Martin Racing       | Paul Dalla Lana Pedro Lamy Mathias Lauda             | Aston Martin V8 Vantage | 174     | +1 vuelta       | 3          | 15         |
| 26           | 4          | LMGTE Am  | 61  | Clearwater Racing         | Weng Sun Mok Keita Sawa Matt Griffin                 | Ferrari 488 GTE         | 173     | +2 vueltas      | 4          | 12         |
| 27           | 5          | LMGTE Am  | 86  | Gulf Racing UK            | Michael Wainwright Ben Barker Nick Foster            | Porsche 911 RSR (991)   | 173     | +2 vueltas      | 5          | 10         |

Fuentes: FIA WEC.